# Commandement de l'appui terrestre numérique et cyber
Le commandement de l'appui terrestre numérique et cyber (CATNC) est une grande unité militaire de l'Armée de terre française.
Créé en 2016 en tant que commandement des systèmes d'information et de communication (COM SIC), il prend son appellation et sa structure actuelle en 2024.

## Histoire
Le commandement des systèmes d'information et de communication (COMSIC) est créé le 1er juillet 2016 dans le cadre du plan de réorganisation de l'Armée de terre nommé « Au contact ». Il succède à la brigade de transmissions et d'appui au commandement de Douai.
Son état-major est basé à Cesson-Sévigné, où se trouve aussi l'École des transmissions (ETRS).
En 2022 s'est déroulée la célébration des 80 ans de l'arme des transmissions, à cette occasion de nombreux évènements ont été organisés par le COMSIC. Une exposition photo était présente dans les Douves des Invalides à Paris.
En 2024 , le plan de transformation « Armée de terre de combat » le transforme en commandement de l'appui terrestre numérique et cyber (CATNC). Une brigade d'appui numérique et du cyber (BANC) est créée en parallèle.
Le CATNC est chargé d'assurer la cohérence de l’organisation, du fonctionnement général, de l’emploi et des évolutions en matière d’appui numérique et cyber pour le domaine de la lutte informatique défensive. Il est soutenu par la 121e compagnie de transmissions (121e CT).

## Brigade d'appui numérique et du cyber
La brigade d'appui numérique et du cyber (BANC) est directement placée sous les ordres du CATNC. Elle est responsable de la conduite et de la mise en œuvre de la manœuvre numérique et cyber. 
- Brigade d'appui numérique et du cyber

| Régiments                                    | Abréviation | Localisation                  |
| -------------------------------------------- | ----------- | ----------------------------- |
| 28e régiment de transmissions                | 28e RT      | Issoire                       |
| 40e régiment de transmissions                | 40e RT      | Thionville et Hettange-Grande |
| 41e régiment de transmissions                | 41e RT      | Douai                         |
| 48e régiment de transmissions                | 48e RT      | Agen                          |
| 53e régiment de transmissions                | 53e RT      | Lunéville et Chenevières      |
| Régiment de cyberdéfense                     | Cyber       | Saint-Jacques-de-la-Lande     |
| 18e régiment d'instruction des transmissions | 18e RIT     | Dieuze                        |